# Mistrzostwa Arabskie w Zapasach w 2010
Mistrzostwa rozegrano w dniach 6 - 8 sierpnia 2010 roku w mieście Doha w Katarze.

## Tabela medalowa
Gospodarz mistrzostw został zaznaczony kolorem.
| Poz. | Państwo                      |    |    |    | Łącznie |
| ---- | ---------------------------- | -- | -- | -- | ------- |
| 1    | Tunezja                      | 5  | 1  | 4  | 10      |
| 2    | Irak                         | 4  | 2  | 4  | 10      |
| 3    | Syria                        | 3  | 6  | 5  | 14      |
| 4    | Algieria                     | 2  | 2  | 1  | 5       |
| 5    | Maroko                       | 1  | 3  | 1  | 4       |
| 6    | Jordania                     | 1  | 2  | 1  | 4       |
| 7    | Katar                        | 1  | 0  | 2  | 3       |
| 8    | Zjednoczone Emiraty Arabskie | 0  | 1  | 0  | 1       |
| 9    | Jemen                        | 0  | 0  | 3  | 3       |
| 10   | Palestyna                    | 0  | 0  | 2  | 2       |
| 11   | Arabia Saudyjska             | 0  | 0  | 1  | 1       |
| -    | Sudan                        | 0  | 0  | 1  | 1       |
|      | Łącznie                      | 17 | 17 | 25 | 59      |

## W stylu klasycznym
| Waga   | złoty                     | srebrny         | brązowy                 | brązowy             |
| ------ | ------------------------- | --------------- | ----------------------- | ------------------- |
| 55 kg  | Mohamed Bouterfassa       | Fu’ad Fadżdżari | Bachir Mohamed Alyamani | Mohamed Abbas Chyaa |
| 60 kg  | Ahmed Jomaa Jassem        | Billal Benbrih  | Abderahman Farhan       | Noureddine Abdallah |
| 66 kg  | Muhammad Sarir            | Mustafa Nagdali | Mohamed Salah           | Hacine Abbas Chyaa  |
| 74 kg  | Zijad Ajt Ikram           | Ramzi Al Marafi | Bakhit Badr             | Mosaad Nagdali      |
| 84 kg  | Hajkal al-Aszuri          | Masud Zaghdan   | Said Mella              | Khan Jafar          |
| 96 kg  | Jahja Muhammad Abu Tabich | Husajn Ajjari   | Salah Nawzet            | ----                |
| 120 kg | Ali Nadhim                | Hani Al Marafi  | Osman Hayek             | Radwan asz-Szabbi   |

## W stylu wolnym
| Waga   | złoty                 | srebrny                | brązowy               | brązowy          |
| ------ | --------------------- | ---------------------- | --------------------- | ---------------- |
| 55 kg  | Firas Al-Rifaei       | Rachid Fakhri Anmar    | Ammar Chergui         | ----             |
| 60 kg  | Abd ar-Rahman Ibrahim | Ghazwan Lazkani        | Abderahman Farhan     | Ali Wali Mansour |
| 66 kg  | Mohamed Chaykhouni    | Jasin Sardi            | Omar Soumi Salman     | Hajsam Bilajisz  |
| 74 kg  | Hichem Majid Ali      | Mohamed Nasser Qubessi | Riad Jelassi          | Mazen Kadmani    |
| 84 kg  | Adnan ar-Rahimi       | Maher Khayat           | Mustafa Rachid Fakhri | Alaas Abusnaina  |
| 96 kg  | Raja Al-Karrad        | Mohamed Sahil Hassine  | Brahim Hanini         | Rochdi Rhimi     |
| 120 kg | Mohammed Abdelmalek   | Ahmed Adam             | Nabil Haswawi         | ----             |

## Kobiety stylu wolnym
| Waga  | złoty            | srebrny           | brązowy |
| ----- | ---------------- | ----------------- | ------- |
| 51 kg | Siham Haja       | Rouadina Khallouf | ----    |
| 55 kg | Marwa al-Amiri   | Hasnaa Haja       | ----    |
| 63 kg | Sabrine Trabelsi | Fatma Al Salah    | ----    |

- Tunezyjki, Marwa Mizjan w kategorii 48 kg i Hela Riabi w wadze 59 kg były jedynymi zawodniczkami zgłoszonymi do zawodów w swoich wagach. Ich pierwsze miejsca nie zostały uwzględnione w tabeli medalowej.